# نبرد لابوآن
نبرد لابوآن (انگلیسی: Battle of Labuan) یکی از نبردهای جنگ اقیانوس آرام بود.